# Smugi (powiat drawski)
Smugi – osada w Polsce położona w województwie zachodniopomorskim, w powiecie drawskim, w gminie Kalisz Pomorski.
W latach 1975–1998 miejscowość administracyjnie należała do województwa koszalińskiego.